# Gilead Sciences

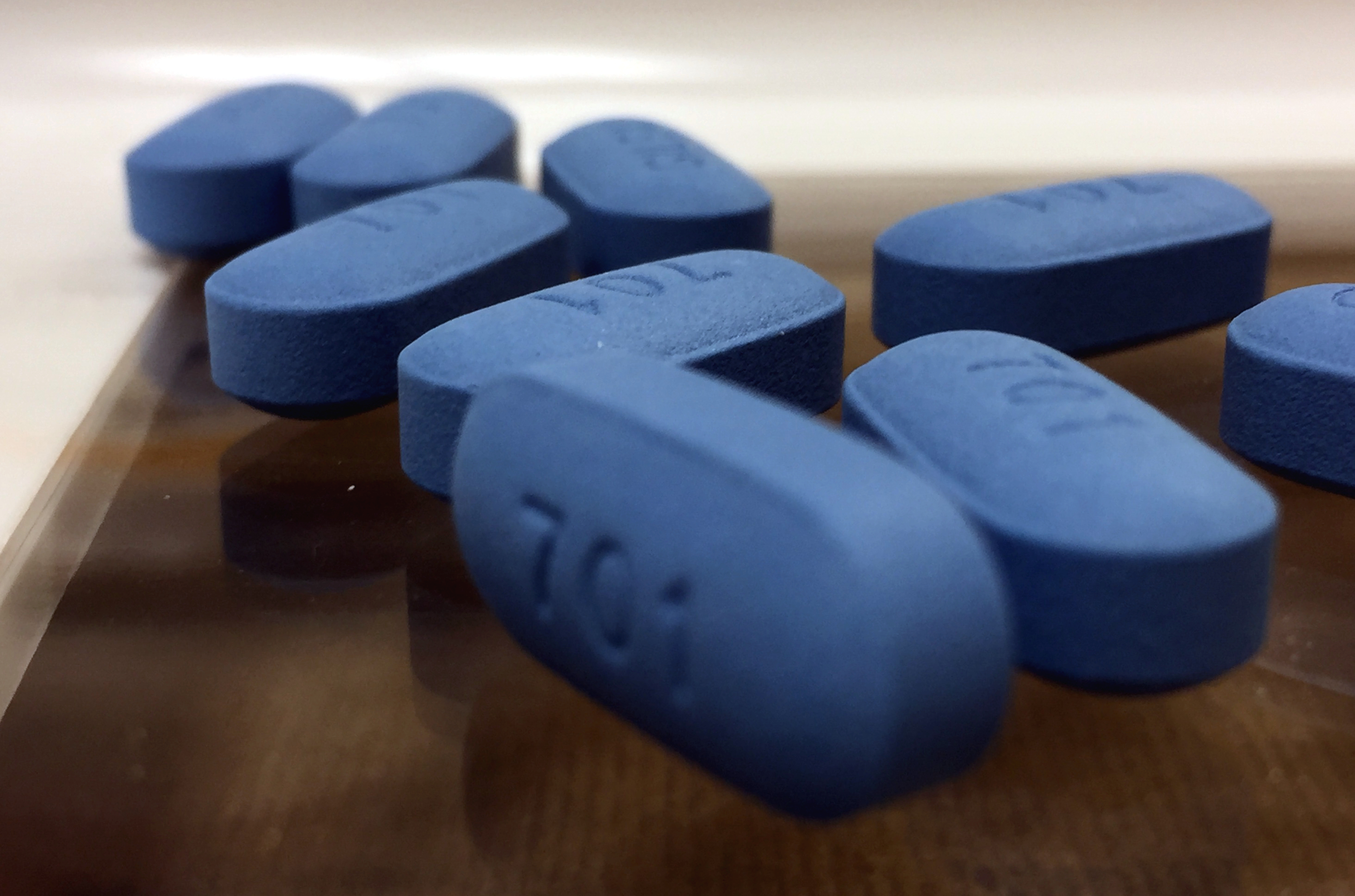
Farmaco PrEP della Gilead

La Gilead Sciences è un'azienda statunitense di biofarmaceutica attiva nell'ambito della ricerca, sviluppo e commercializzazione di farmaci.
La società si concentra principalmente sulla produzione di farmaci antivirali utilizzati nel trattamento dell'HIV, dell'epatite B, dell'epatite C e dell'influenza, tra cui Harvoni, Sovaldi e 
Remdesivir. Fondata nel 1987 e con sede a Foster City in California, la Gilead è membro del NASDAQ Biotechnology Index e dell'indice S&P 500.